# Joanna Domańska
Joanna Domańska, née le 20 septembre 1959 à Gliwice en Pologne, est une pianiste et pédagogue polonaise. 

## Biographie
Elle fait ses études à l'École nationale supérieure de musique de Cracovie dans la classe de piano du professeur Jan Hoffman, puis à l'École nationale supérieure de musique de Katowice dans la classe de piano du professeur Andrzej Jasiński.
Elle a terminé les études à Katowice en obtenant le diplôme avec distinction.
Boursière du gouvernement français dans les années 1986-1987, elle a perfectionné son talent pianistique auprès de Lívia Rév à Paris. 
Elle est une interprète éminente des œuvres de Karol Szymanowski, appréciée également pour l'exécution des œuvres de Brahms, Ravel, Mozart, Chopin.
Lauréate des concours internationaux de piano Marguerite-Long-Jacques-Thibaud à Paris (1981) et Alessandro-Casagrande à Terni en Italie (1982), ainsi que de l'Estrade des Jeunes lors du Festival de Piano Polonais à Słupsk (1982).
Joanna Domańska a été invitée à de nombreux festivals internationaux de musique, dont le Festival des Deux Mondes à Spolète, la Festa Musica Pro à Assise, le Maggio Musicale Florentino à Florence, le Chopinfestival à Gand, le Festival de Radio France et Montpellier, le Festival international de musique contemporaine L'Automne de Varsovie, les Journées des Compositeurs de la Ville de Cracovie, les Journées internationales de la musique Karol-Szymanowski à Zakopane, le Festival de piano polonais à Słupsk.
En soliste, elle a enregistré trois disques.
En 1995, Olympia a publié son disque avec les enregistrements des œuvres de Szymanowski. Le disque a été nommé à deux reprises au Prix de l'Industrie Phonographique Polonaise "Fryderyk" (OCD 344).
Son disque suivant a paru en 2007, tiré par la maison d'édition DUX et enregistré en duo de piano avec Andrzej Tatarski. Le disque contient, entre autres, le premier enregistrement phonographique de la musique du ballet "Harnasie" de Szymanowski dans la version pour deux pianos. Le disque a reçu une nomination au Prix de l'Industrie Phonographique Polonaise "Fryderyk 2008" (DUX 0576).
En 2008 la maison d'édition DUX a publié son troisième disque monographique avec les interprétations de la musique de Szymanowski (Métopes op. 29, 12 Études op. 33, 3e Sonate op.36, Quatre Danses polonaises), honoré par un des plus prestigieux prix "Supersonic Award" du magazine de musique luxembourgeois "Pizzicato" (DUX 0615).
Elle a à son actif des enregistrements pour la radio et la télévision polonaises, pour la RAI et pour Radio France.
Joanna Domańska est professeur titulaire d'une classe de piano à l'Académie de musique Karol Szymanowski de Katowice, participe aux travaux du jury de nombreux concours de piano nationaux et internationaux, donne des master classes.
Depuis quelques années, elle est la présidente de la Société musicale Karol Szymanowski.